# Neoneun nae unmyeong
Neoneun nae unmyeong (너는 내 운명?), noto anche con il titolo internazionale You Are My Sunshine, è un film del 2005 scritto e diretto da Park Jin-pyo.

## Trama
Sok-joong è un giovane contadino che vive con la madre, alla ricerca di una donna da sposare. Dopo avere persino tentato la strada delle spose per corrispondenza, incontra l'affascinante Eun-ha, e dopo un lungo corteggiamento la ragazza si innamora e decide di sposarlo. Poco dopo, alla giovane viene però diagnosticato l'AIDS, e viene inoltre rintracciata dall'ex-marito, che desidera farla tornare ad essere una prostituta.

## Distribuzione
In Corea del Sud la pellicola ha goduto di una distribuzione a livello nazionale a cura della CJ Entertainment, a partire dal 23 settembre 2005.